# اویامازاکی
اویامازاکی (به ژاپنی: 大山崎町) یک شهر در ژاپن است که در استان کیوتو واقع شده است و ۱۵٬۲۰۳ نفر جمعیت دارد.
از این شهر و بخش خودمختار آن به عنوان یکی از هشت زایباتسو بزرگ (دارای قدرت اقتصادی) در دوره سنگوکو نام برده می‌شود.

## دوره موروماچی
در طول شورش اونین، مرکز کیوتو به میدان جنگ تبدیل شد و آسیب زیادی دید. افرادی که آن را احیا کردند، تجار و بازرگانان ثروتمندی بودند که شهرنشینان نامیده می‌شدند. یکی پس از دیگری، سازمان‌های خودگردانی به نام «شهرک‌ها» در داخل شهر تأسیس شدند که توسط آنها اداره می‌شد. درست مانند سوموراها در خانه‌های محلی، مردم شهر قوانین (قوانین) شهر را ایجاد کردند، قضاوت‌های خود را انجام دادند (قضاوت‌های مستقل)، و در ورودی‌ها و خروجی‌های شهر را ساختند تا عملکرد دفاعی خود را تقویت کنند.
یک سیستم حکومت محلی در کیوتو متولد شد که در آن چندین شهر با هم گروه‌بندی شدند تا گروه‌های شهری را تشکیل دهند که توسط تسوکیگیو (Tsukigyo)، نماینده‌ای که توسط مردم شهر انتخاب می‌شد، مدیریت و نظارت می‌شد. در سال ۱۵۰۰، جشن گیئون برای اولین بار در حدود ۳۰ سال برگزار شد و ۳۶ شناور یامابوکو به رژه رفتند تا مردم را در مورد تولد دوباره کیوتو به جشن و شادی دعوت کنند.
به هر حال، بسیاری از مردم شهر از اعضای فرقه نیچیرن (هوکّه) بودند و از طریق ایمانشان عمیقاً با یکدیگر در ارتباط بودند و اتحاد آنها شورش هوکه/هوکه ایکی نام داشت.
او در سال ۱۵۳۲ معبد یاماشینا هونگان-جی، پایگاه فرقه ایکو-ایکی (فرقه جودو شینشو هنگان جی) را به آتش کشیده شد و پیروان ایکو را از کیوتو اخراج شدند.
با این حال، در سال پنجم تنبون، راهبان و سربازان معبد انریاکو در کوه هیئی با خاندان روکاکو، یک ارباب فئودال از دوره سنگوکو متحد شدند، به کیوتو حمله کردند، تمام معابد فرقه نیچیرن را سوزاندند و هوکه ایکی یا (اهالی شهر) کیوتو را بیرون کردند. در نتیجه این شورش هوکه، شهر کیوتو، که با تلاش فراوان بازسازی شده بود، در اثر آتش‌سوزی که در منطقه وسیع تری نسبت به شورش اونین گسترش یافت، ویران شد.
با این حال، چندین سال پس از این واقعه، مردم شهر (پیروان فرقه نیچیرن) به کیوتو بازگشتند و بار دیگر به اداره شهر پرداختند. با این حال، هنگامی که اودا نوبوناگا برای به قدرت رساندن آشیکاگا یوشی‌آکی به کیوتو رفت و شوگون سالاری موروماچی را دوباره تأسیس کرد، سطح بالای خودمختاری مردم شهر به پایان رسید.